# Representação unitária
Em matemática, uma representação unitária de um grupo G é uma representação linear π de G sobre um espaço de Hilbert complexo V tal que π(g) é um operador unitário para qualquer g ∈ G. A teoria geral é bem desenvolvida no caso de G ser um grupo topológico localmente compacto (Hausdorff) e as representações serem fortemente contínuas.